# Samy Picard
Samy Picard (* 8. Juni 1988 in Luxemburg) ist ein luxemburgischer Sportfunktionär und ehemaliger Basketballspieler.
Er kam im Sommer 2009 als erste Neuverpflichtung vom luxemburgischen Vizemeister Musel Pikes zum deutschen Bundesligisten TBB Trier und erhielt einen Vertrag für drei Jahre. Nach Ablauf des Vertrags und 57 Bundesliga-Einsätzen wechselte er aus Trier nach Luxemburg zurück und unterschrieb einen Vertrag bei Amicale Steinsel. Mit der Amicale wurde er mehrmals luxemburgischer Meister und Pokalsieger. Samy Picard studierte neben dem Basketball Wirtschaft an der Universität Luxemburg. 2018 beendete er seine Spielerlaufbahn. Picard war Nationalspieler.
Seit 2020 ist er Präsident des luxemburgischen Basketballverbands (FLBB).

## Erfolge
- 3× Luxemburgischer Meister (2016, 2017, 2018)
- 3× Luxemburgischer Pokalsieger (2015, 2017, 2018)